# Iglesia de San Marcos (Quito)
La Iglesia de San Marcos, también conocida como Templo parroquial de San Marcos, Templo de San Marcos o Iglesia parroquial de San Marcos es un templo católico ubicado en el Centro Histórico de Quito entre la calle Javier Gutiérrez y la Plaza de San Marcos, en el tradicional barrio del mismo nombre. Fue fundada a finales del siglo XVI.

## Historia

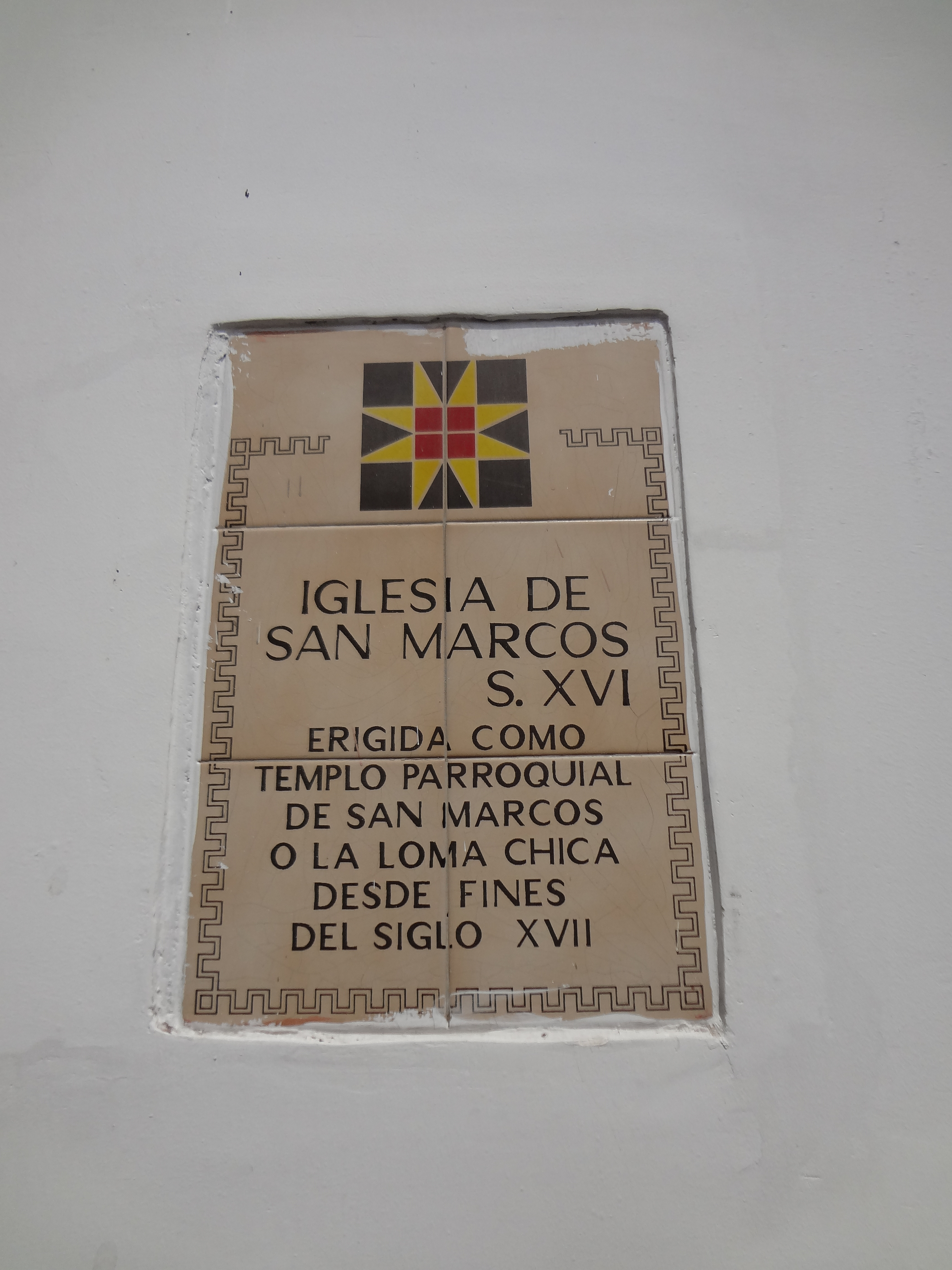
Placa del lado que da al parque homónimo

A fines del siglo XVI, la fecha exacta varía según los autores el entonces obispo de Quito fray Luis López Solís fundó la parroquia de San Marcos Hacia la misma época fue fundada su iglesia. Debido a limitaciones económicas, la iglesia es sencilla y nunca pudo llegar a poseer importantes colecciones de arte

## Descripción

### Interior
El interior de la Iglesia de San Marcos consiste de una sola nave con decoración sencilla. Su púlpito, de madera policromada, es relativamente contemporánea ya que data de principios del siglo XX. Entre las tallas del púlpito están esculturas de Cristo Redentor, los apóstoles Juan y Pedro, así como dos ángeles custodios

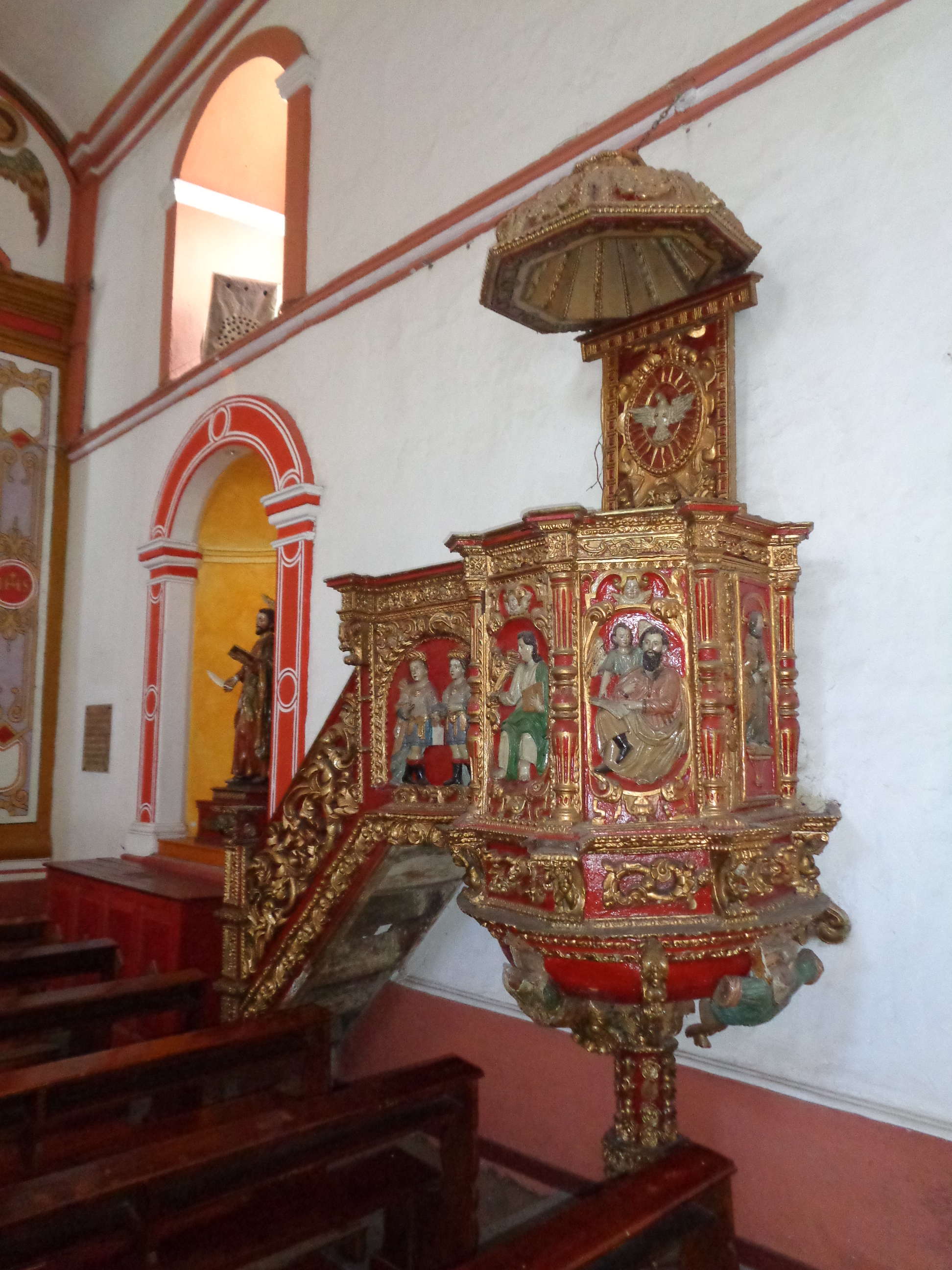
Púlpito policromado de principios del siglo XX.
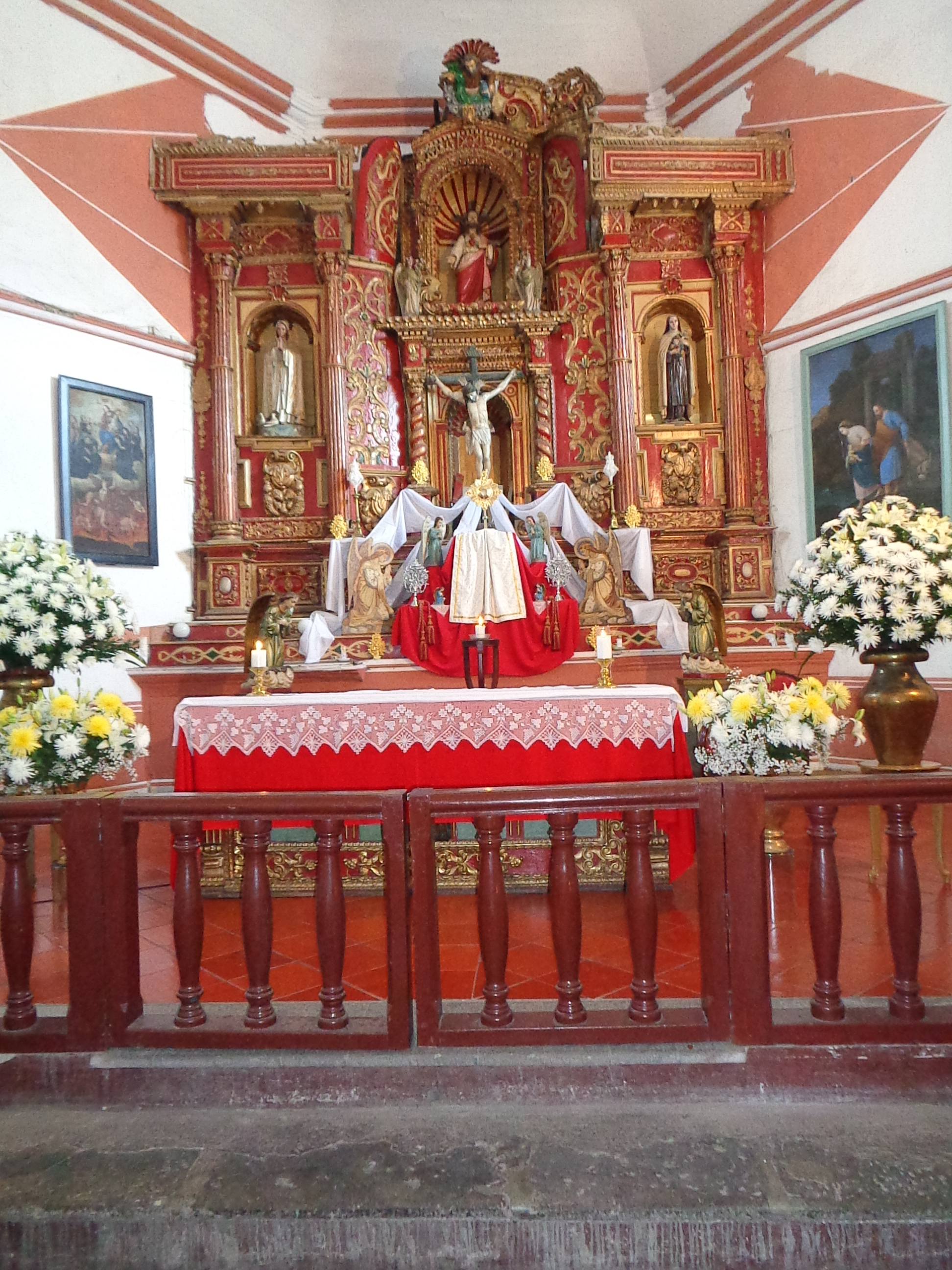
Altar
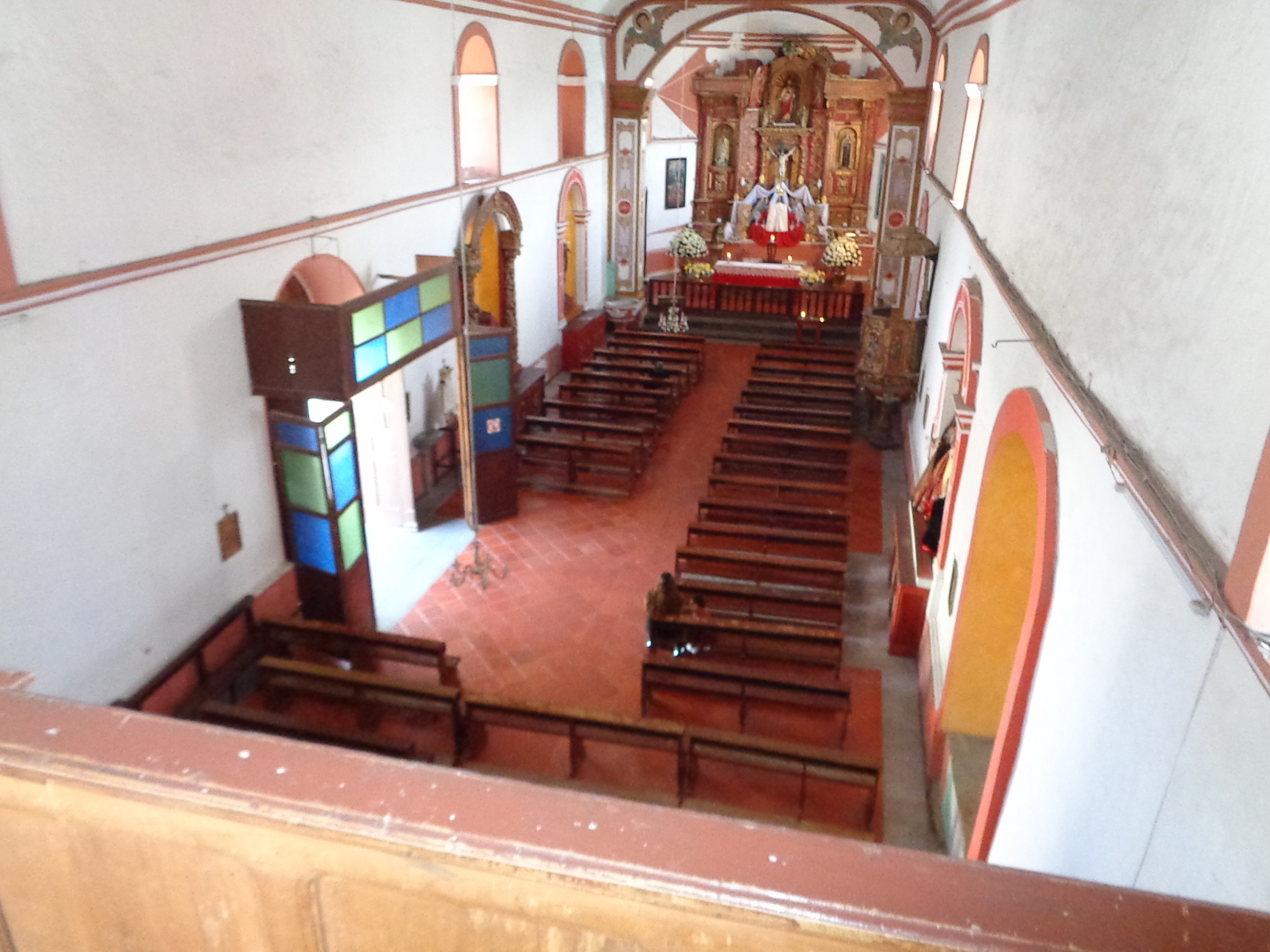
Nave única
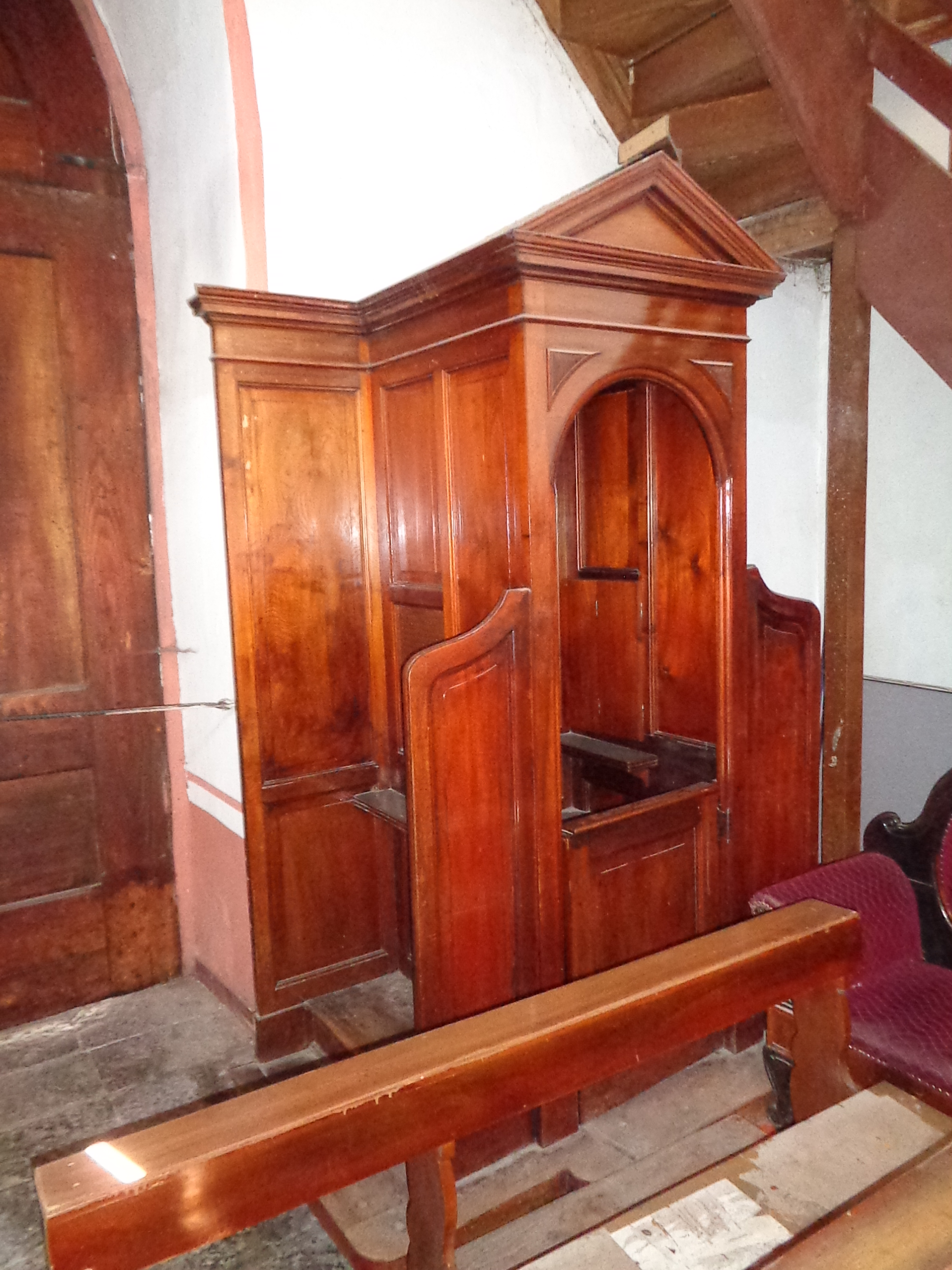
Confesionario
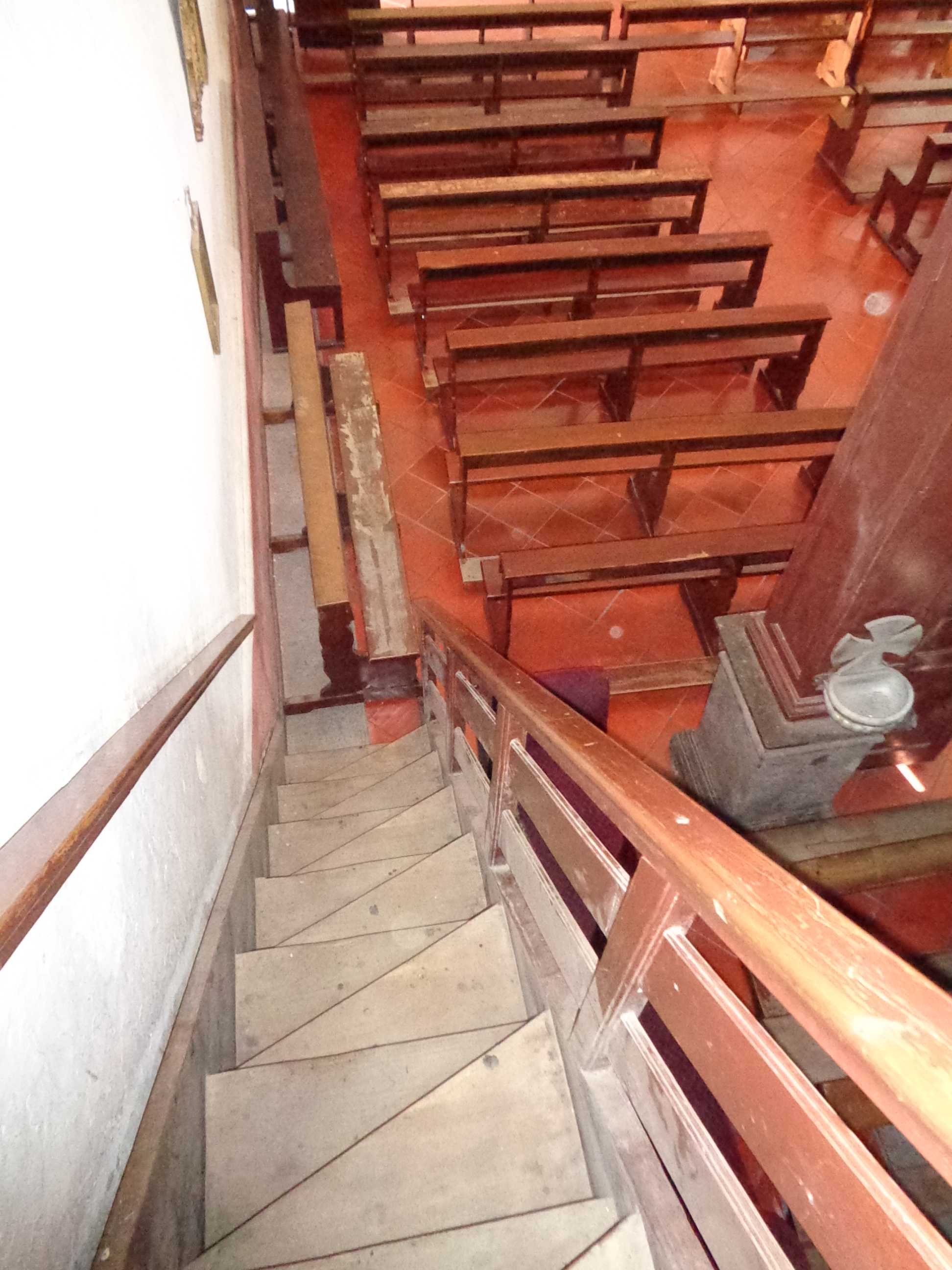
Escaleras del balcón

### Exterior
Por fuera la iglesia también muestra una ornamentación sobria. Los muros están decorados con varias pilastras, de capiteles jónicos en el nivel inferior y corintios en el superior. La fachada muestra además una ventana central sobre el portón de madera, acompañada de una hornacina a cada lado, y está rematada por una espadaña también decorada con pilastras de capiteles corintios.
Los muros de la iglesia son espesos y de adobe. Está cubierta por un techo a dos aguas.
El atrio cubre la fachada así como el flanco norte de la iglesia, donde se encuentra el acceso principal. Este lado da a la plaza homónima, a la cual se conecta con una serie de gradas de piedra.

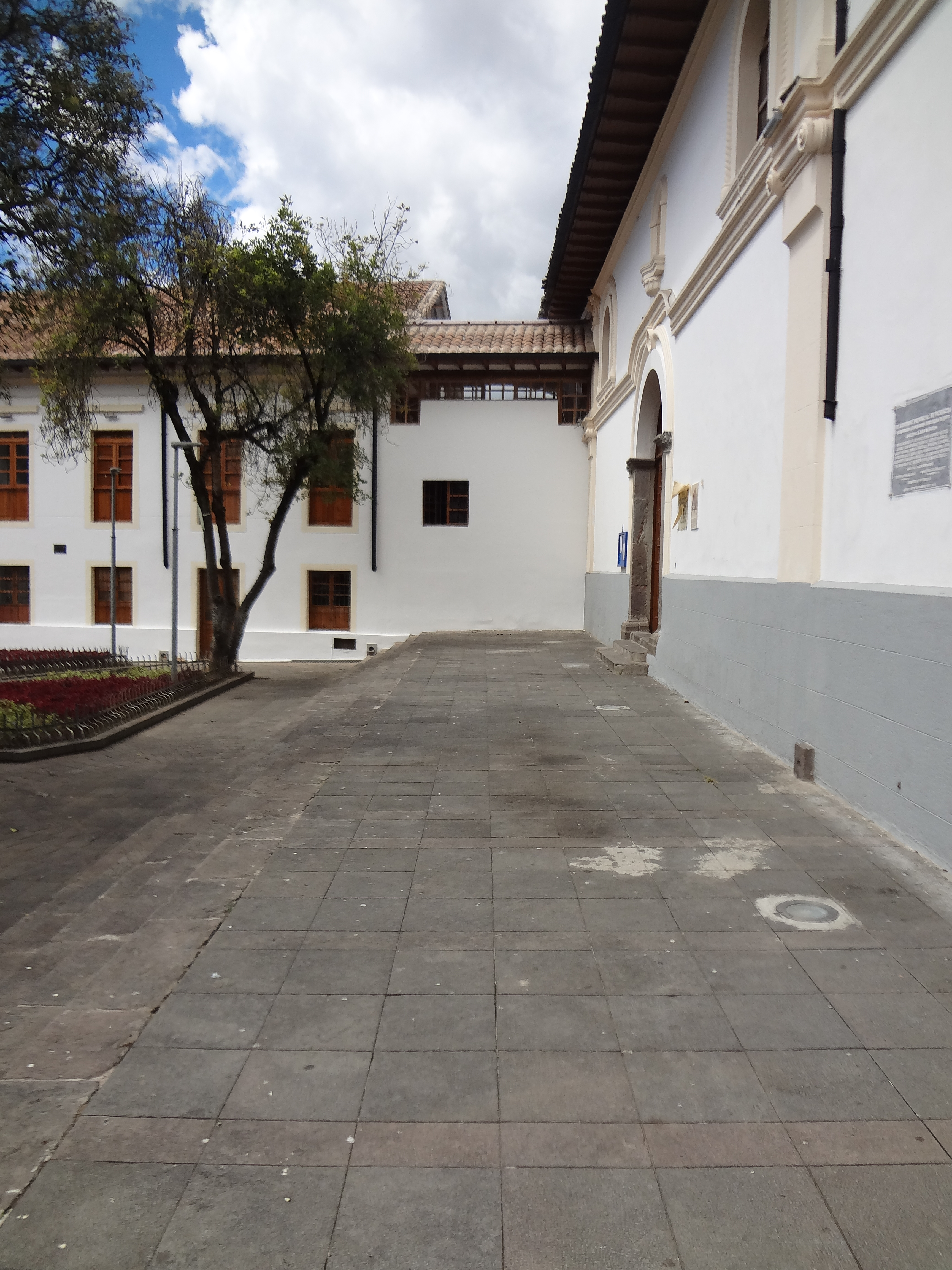
Atrio del lado que da al parque de San Marcos
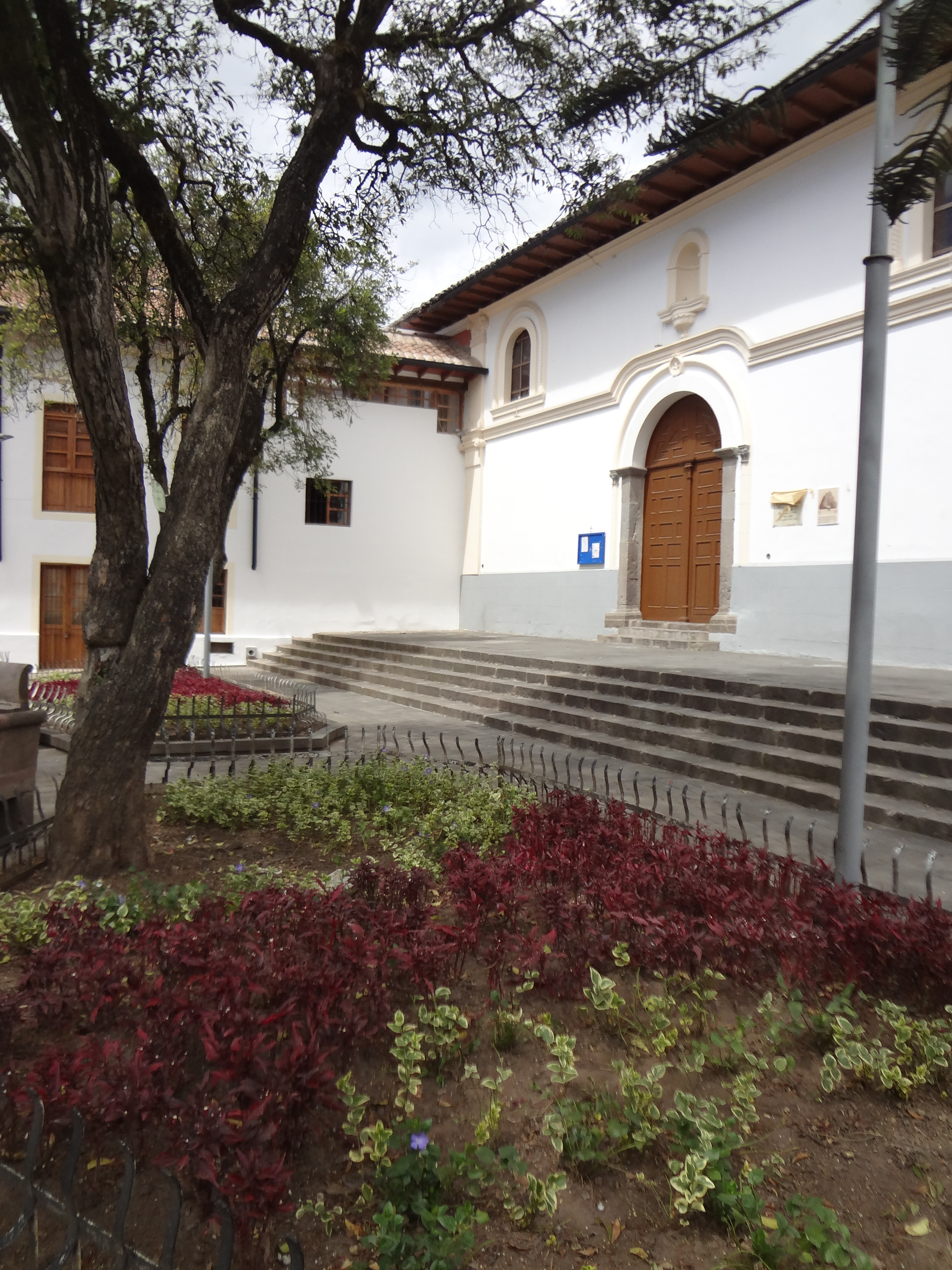
Vista de la entrada principal desde el Parque de San Marcos
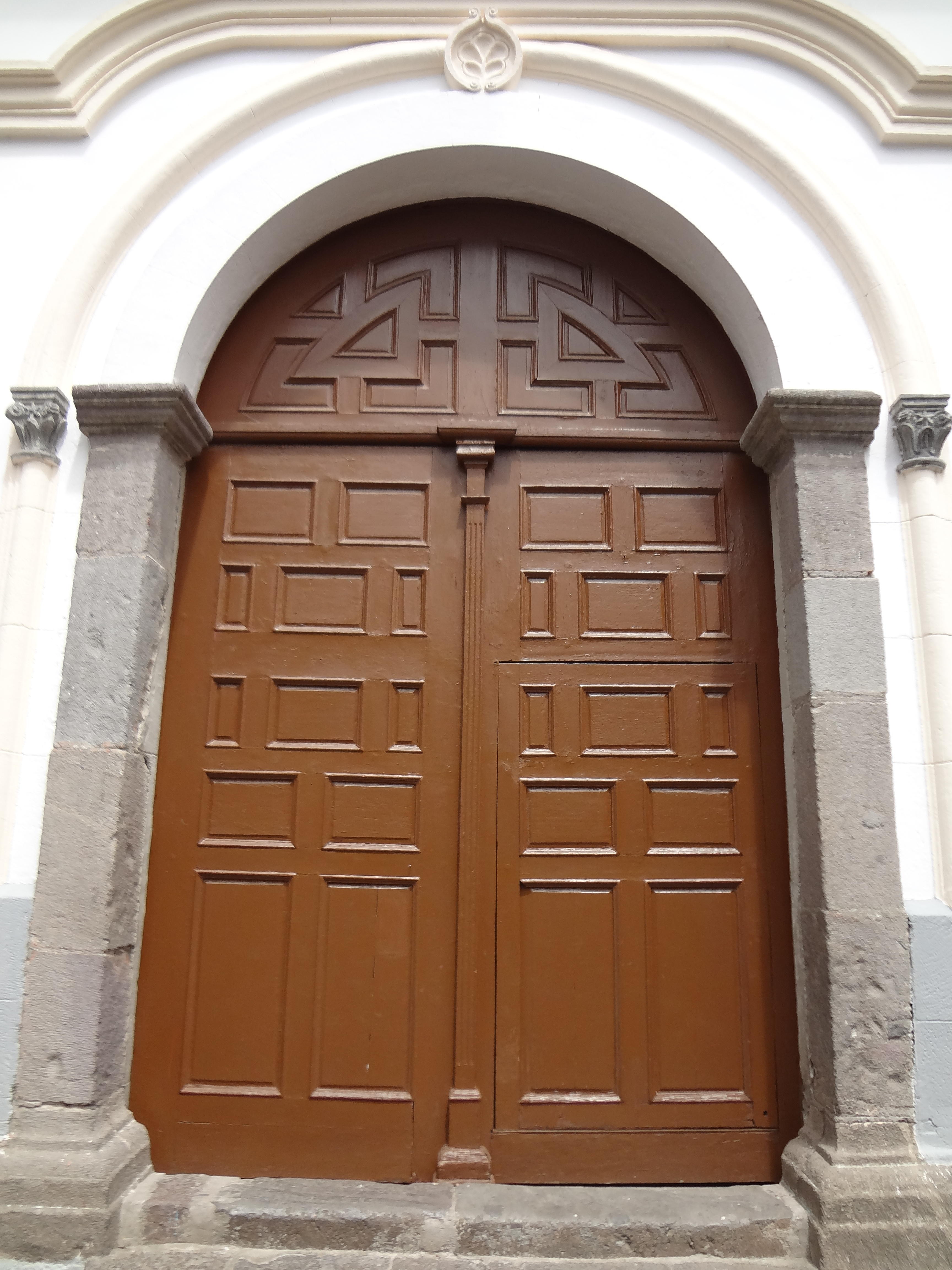
Lado norte, portón principal
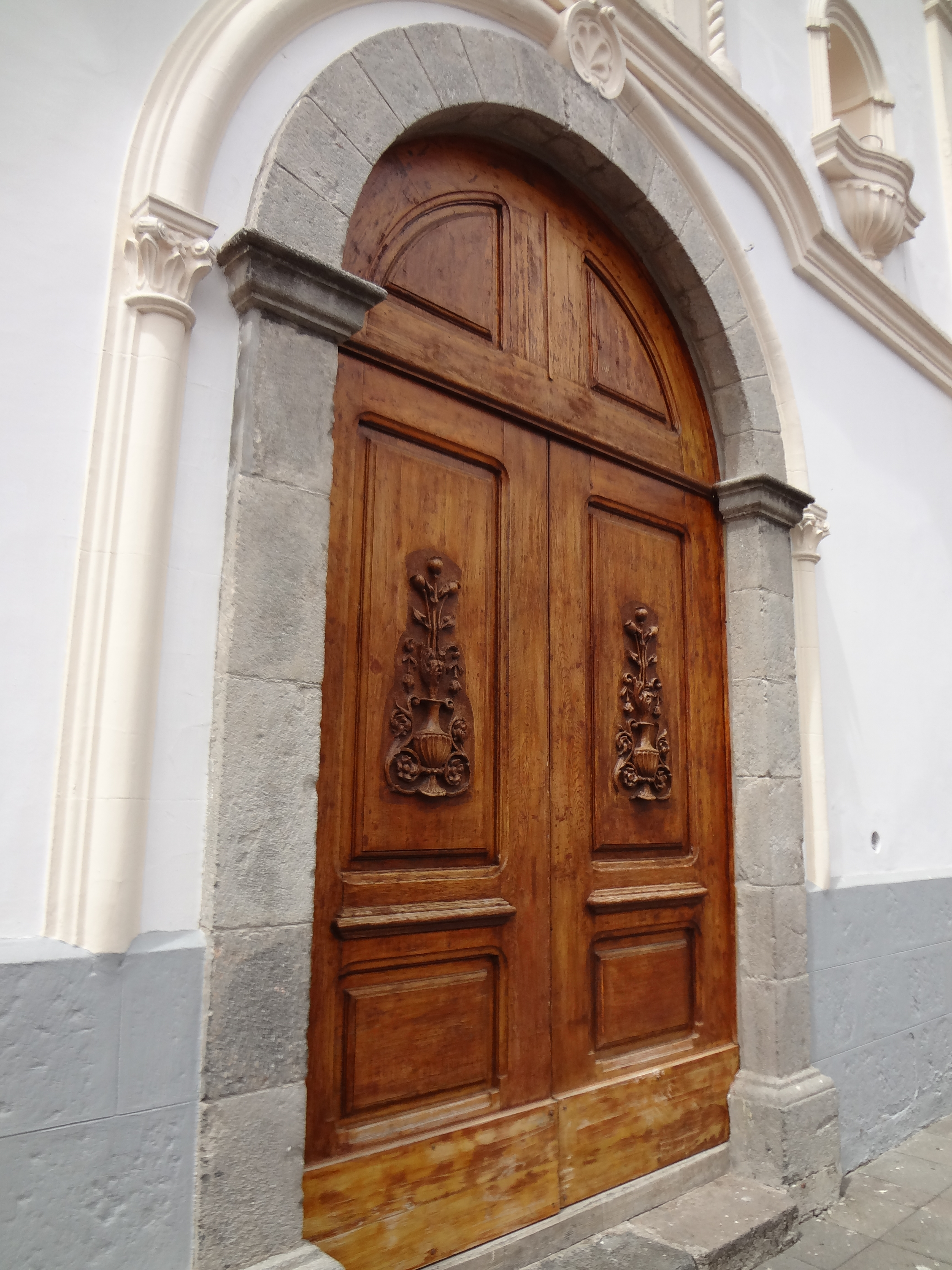
Portón de la fachada-espadaña
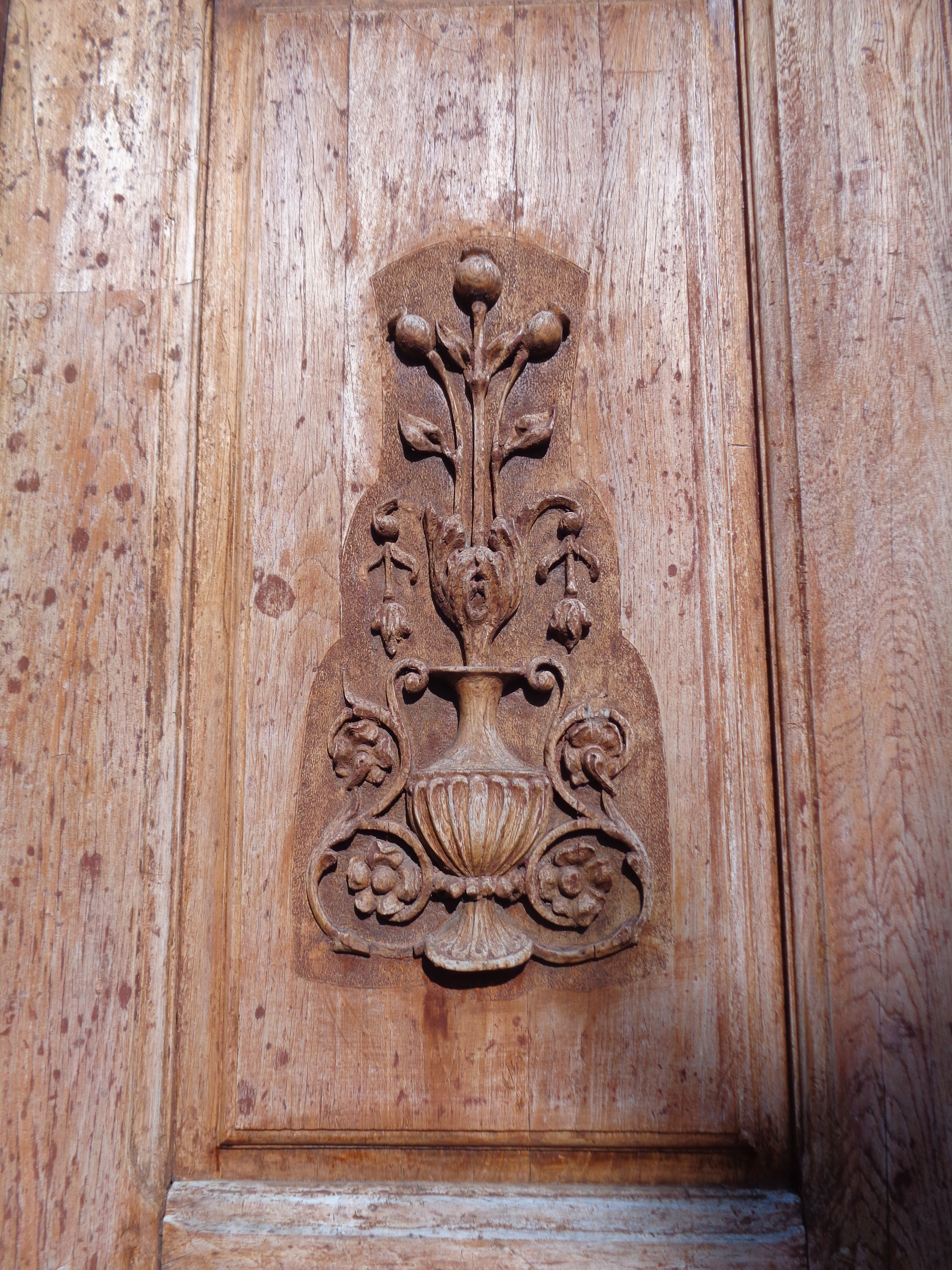
Detalle del portón de la fachada-espadaña